# Forreria
Forreria là một chi ốc biển, là động vật thân mềm chân bụng sống ở biển thuộc họ Muricidae, họ ốc gai.

## Các loài
Các loài thuộc chi Forreria bao gồm:
- Forreria belcheri (Hinds, 1843)[2]